# Philipp Plein

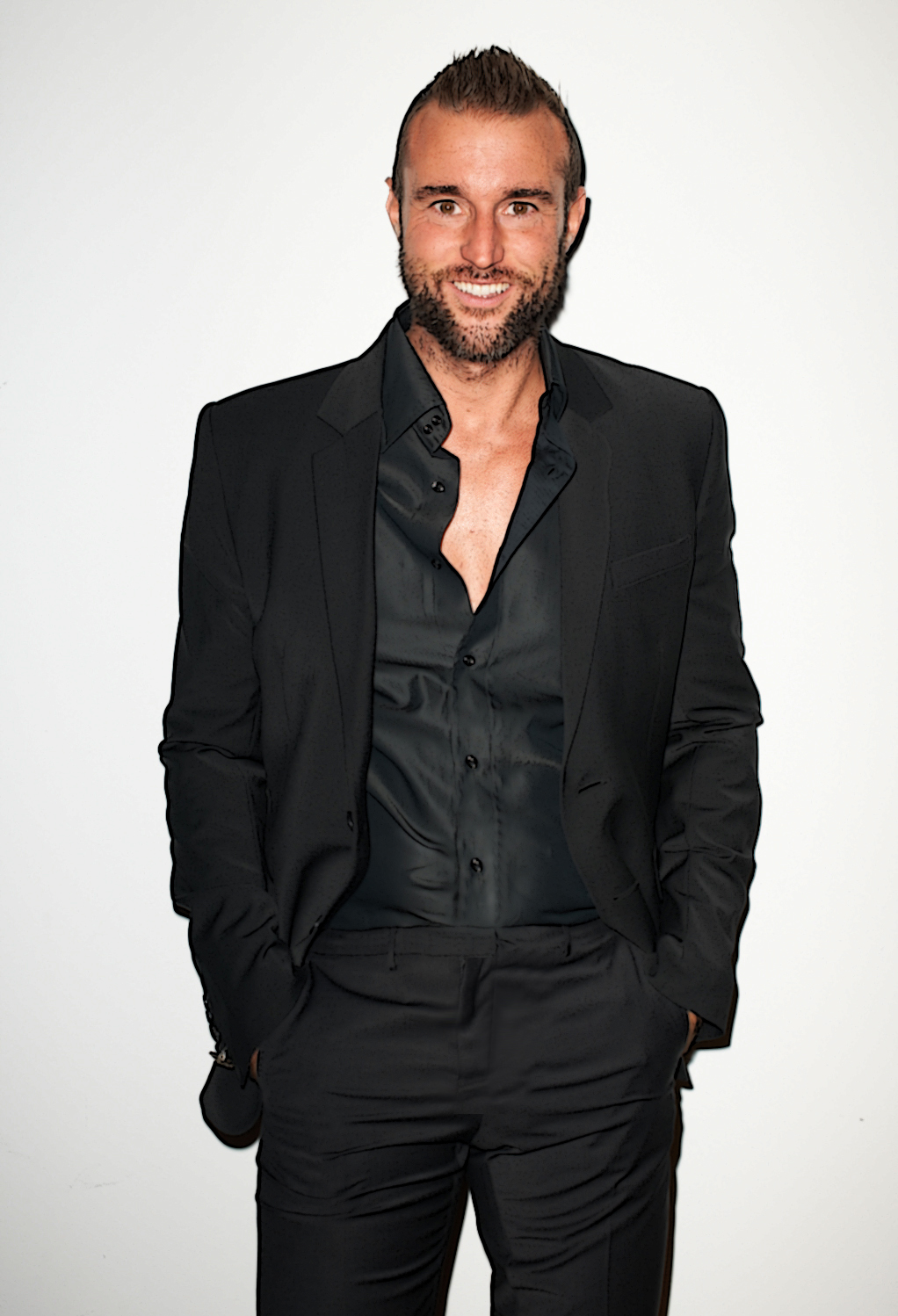
Philipp Plein in New York, 2012

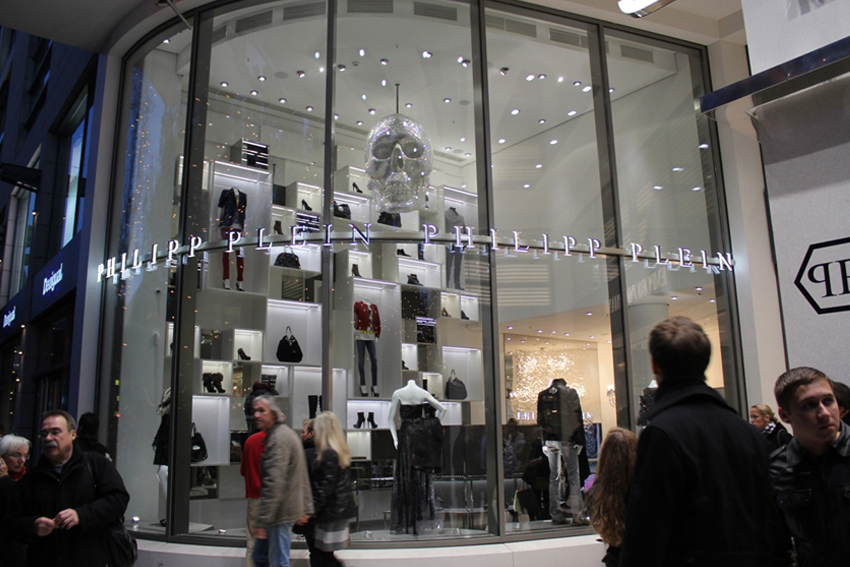
Ladenlokal der Marke Philipp Plein an der Königsallee in Düsseldorf, 2013

Philipp Patrick Hannes Plein (* 16. Februar 1978 in München) ist ein deutscher Modedesigner.
Er ist Gründer und CEO der Plein Group und der Plein Holding mit den Marken Philipp Plein, Plein Sport und Billionaire mit dem Hauptsitz in Lugano, Schweiz, die sich auf die Kreation, Herstellung und den weltweiten Vertrieb von Luxusprodukten spezialisiert. Außerdem ist er der Chefdesigner der Marken: Philipp Plein, Billionaire, Plein Sport und Plein Golf.
Laut dem Forbes-Magazin hat Philipp Plein ein geschätztes Nettovermögen von 800 Millionen Euro (Stand: Mai 2023).
1998 registrierte Philipp Plein die Marke PHILIPP PLEIN und gründete offiziell sein auf Luxusprodukte spezialisiertes Unternehmen.

## Werdegang
Philipp Patrick Hannes Plein wurde am 16. Februar 1978 in München geboren.
Seine Mutter Hanne Plein-Dieth ist eine Hausfrau, und sein Vater Gunter Plein war Arzt. Gunter Plein war alkoholabhängig und verließ die Familie. Hanne Plein-Dieth reichte die Scheidung ein, als Philipp 3 Jahre alt war. Nach der Scheidung seiner Eltern heiratete seine Mutter einen anderen Arzt, Klaus Michael Dieth.
Seine Schwester Gloria Sarah Epstein wurde am 7. Oktober 1987 geboren.
Nach einem elterlicherseits bedingten Umzug nach Nürnberg besuchte Plein zunächst das dortige Hans-Sachs-Gymnasium und arbeitete im Nachtclub Mach 1, ehe er sein Abitur an der Schule Schloss Salem abschloss und anschließend kurzzeitig und ohne Abschluss Jura an der Universität Erlangen-Nürnberg studierte. Danach begann er, Möbel zu entwerfen und gründete im Jahr 1998 das Unternehmen International AG in München. Heute hat es seinen Sitz in Lugano in der Schweiz.
Plein begann mit der Herstellung von Taschen und Accessoires aus übrig gebliebenen exotischen Ledern, die zusammen mit seinen Designstücken auf Messen verkauft wurden. Im Jahr 2003 wurde er gebeten, eine Lounge auf der deutschen Messe CPD Düsseldorf für Moët & Chandon zu gestalten, wo auch Plein seine Accessoires verkaufte. Die Modemarke, die seinen Namen trägt, wurde im Jahr 2004 gegründet.

## Unternehmen
Pleins erste Kollektionen waren Vintage-Militärjacken, die er mit Swarovski-Totenköpfen bestickte und im Maison et Objet in Paris verkaufte. 2006 wurde die Accessoires-Linie eingeführt und im Jahr 2008 wurde die Kollektion „Couture“ auf den Markt gebracht.
2008 stellte Philipp Plein seine Heavy-Metal-Kollektion in der Castingshow Germany’s Next Topmodel aus. Im Jahr 2009 arbeitete er mit Mattel zusammen und präsentierte eine Philipp-Plein-Barbie-Puppe zu der 50. Geburtstagsfeier von Barbie auf der Nürnberger Spielwarenmesse. Im selben Jahr wurde der erste Laden in Monte Carlo und der erste kommerzielle Ausstellungsraum in Mailand eröffnet.
2010 eröffneten Plein-Boutiquen in Wien, Moskau, Saint-Tropez, Cannes und Kitzbühel neben der Eröffnung eines Ausstellungsraums in Düsseldorf im selben Jahr. Die Modenschau der Frühjahr/Sommer-Kollektion des Jahres 2011 debütierte im September auf der Mailänder Modewoche und fand in einem profanierten Kirchengebäude aus dem 16. Jahrhundert statt.
Mischa Barton wurde für die Herbst/Winter-Saison 2010 ausgewählt und Lindsay Lohan war das Gesicht der Kampagne Frühjahr/Sommer 2012. Im Jahr 2011 eröffneten Boutiquen in Forte dei Marmi und Düsseldorf sowie ein Ausstellungsraum in Hongkong. Die Herbst/Winter-Damenmodenschau für die Saison 2011 fing mit einer Orchesteraufführung an, wobei DJ Peaches Geldof bei der After-Show-Party auflegte.
Im Jahr 2012 wurden zehn Boutiquen in Marbella, Moskau, Baku, Mailand, Dubai, Sankt Petersburg, Seoul, Macau, Amsterdam und Berlin eröffnet. Im selben Jahr unterzeichnete Plein eine Vereinbarung mit dem Fußballverein AS Rom, um die Teamspieler ab der Saison 2012/13 für vier darauffolgende Spielzeiten einzukleiden. 2013 wurde die Eröffnung von Filialen in Porto Cervo, Moskau, Paris, Miami, Casablanca, Courchevel, Kiew, Hangzhou, Seoul und New York City gefeiert.
2014 folgten weitere Eröffnungen in Hongkong, Los Angeles und New York City, Ibiza, Bodrum, Doha und der erste abgabenfreie Laden am Flughafen Wien-Schwechat. Die Herbst/Winter-2014-Herrenmodenschau wurde vom Produzenten Etienne Russo kreiert. Die Herrenmodenschau Frühjahr/Sommer 2015 und die After-Show-Party fanden in einem verlassenen historischen, öffentlichen Schwimmbad statt, das für die Show renoviert wurde.
Im Februar 2017 wurde die Herbst/Winter-Kollektion für die Saison 2017/18 bei der New York Fashion Week gezeigt. Im Mai 2017 veranstaltete Plein während der Internationalen Filmfestspiele eine Modeschau der Resort-Kollektion 2018 in seiner Villa in Cannes. Im Juni 2017 zeigte Plein drei Modenschauen der drei verschiedenen Marken Philipp Plein, Plein Sport und Billionaire zur Modewoche in Mailand. Im Juni 2023 war er Gastjuror bei der 18. Staffel von Germany’s Next Topmodel.

### The Plein Group
Die Plein Group ist ein multinationales Unternehmen mit dem Hauptsitz in der Schweiz, das sich auf Luxusprodukte spezialisiert. Zu dem Unternehmen gehören die Marken Philip Plein, Plein Sport, Billionaire und Plein Golf.
Die Marke Philipp Plein wurde 1998 in Deutschland gegründet, Pleinsport im Jahr 2016. Billionaire wurde 2016 von der Plein Group übernommen. Plein Golf wurde im Jahr 2021 eingeführt.

### Cryptocurrency
Philipp Plein war die erste große Modemarke, die im Juli 2021 Kryptowährungen als Zahlungsmittel akzeptierte.
Die Plein Group hat ein Grundstück im Metaverse von Decentraland, einer 3D-Plattform für virtuelle Realität, erworben. Die Gruppe kaufte das virtuelle Anwesen für einen Preis von 1,4 Millionen US-Dollar. Plein nahm an der Metaverse Fashion Week 2022 von Decentraland teil und präsentierte eine Kollektion von NFT Kleidungsstücken, die in Zusammenarbeit mit Antoni Tudisco entworfen wurden.

### Privates

#### Wohnsitz
Philipp Plein baut in Bel Air ein 200 Millionen US-Dollar teures Privathaus, das Chateau Falcon View, das im Jahr 2025 fertiggestellt werden soll. Das 3,6 Hektar große Grundstück, das er 2014 erworben hatte, gehörte ursprünglich dem verstorbenen US-amerikanischen Unternehmer Howard Hughes.

#### Vermögen
Laut dem Forbes-Magazin hat Philipp Plein ein geschätztes Nettovermögen von 800 Millionen Euro (Stand: Mai 2023).
Philipp Plein wird Jahr für Jahr in den von Wirtschaftsmagazin Bilanz veröffentlichten Jahresberichten als eine der 300 reichsten Personen der Schweiz genannt.

## Auszeichnungen
- 2007 Gewinner des GQ Award „National Brand of the Year“[56]
- 2008 Gewinner des New Faces Award in der Kategorie „Fashion“[57]
- 2014 Gewinner des International Fashion Brand award von Esquire Middle East Man at his best Awards[58]
- 2016 Gewinner des Monte Carlo Fashion Week Awards[59]
- 2016 Gewinner des GQ Award „Man of the Year“ in der Kategorie „Fashion“[60]